# Rengärda, Jämtland
Rengärda är en sjö i Åre kommun i Jämtland och ingår i Indalsälvens huvudavrinningsområde. Sjön har en area på 0,114 kvadratkilometer och ligger 975,5 meter över havet.

## Delavrinningsområde
Rengärda ingår i det delavrinningsområde (708959-137289) som SMHI kallar för Inloppet i Sösjön. Medelhöjden är 819 meter över havet och ytan är 16,19 kvadratkilometer. Det finns ett avrinningsområde uppströms, och räknas det in blir den ackumulerade arean 27,25 kvadratkilometer. Sösjöån som avvattnar avrinningsområdet har biflödesordning 2, vilket innebär att vattnet flödar genom totalt 2 vattendrag innan det når havet efter 384 kilometer. Avrinningsområdet består mestadels av skog (39 procent) och kalfjäll (58 procent). Avrinningsområdet har 0,11 kvadratkilometer vattenytor vilket ger det en sjöprocent på 0,7 procent.